# Rhabdatomis zaba
Rhabdatomis zaba är en fjärilsart som beskrevs av Dyar 1907. Rhabdatomis zaba ingår i släktet Rhabdatomis och familjen björnspinnare. Inga underarter finns listade.